# St. Engelmundus (IJmuiden)
St. Engelmundus ist das ältere der beiden altkatholischen Kirchengebäude in dem niederländischen Ort IJmuiden. Die Kirche ist dem heiligen Engelmundus von Velsen gewidmet.

## Geschichte

### Erstes Kirchengebäude
Der Ort IJmuiden entstand 1876 mit der Eröffnung des Nordseekanals. Zunächst ließen sich hier Lotsen nieder, dann entwickelte sich ein Fischereihafen, der auch Menschen von außerhalb anzog. Darunter waren Fischer und Reedereiangestellte aus Egmond und Den Helder, die der altkatholischen Kirche angehörten. Um 1885 bestand die örtliche altkatholische Gemeinde aus etwa 75 Personen. Mit Unterstützung des damaligen Bischofs von Haarlem, Casparus Johannes Rinkel, wurde am 13. August 1889 an der Breesaapstraat der Grundstein für ein Bauensemble aus Kirche und Pfarrhaus gelegt. Nach nur neunmonatige Bauzeit konnte der Bischof von Haarlem die neu errichtete Kirche weihen. Die Gemeinde zählte zu jener Zeit 175 Mitglieder.
Die Kirchenausstattung war allerdings aus verschiedenen altkatholischen Kirchen zusammengesucht: Der Tabernakel, die Kanzel und die Orgel stammten aus der zu Beginn der 1900er-Jahre geschlossenen Kapelle in Wormerveer, die Kommunionbank aus der vormaligen St.-Agnes-Kirche in Egmond aan Zee, der Taufstein kam aus der alten Achterhofse kerk in Hilversum. Zwei schuilkerken in Amsterdam stifteten mit dem Ewigen Licht und zwei Antependien weitere, aus dem 18. Jahrhundert stammende Ausstattungsgegenstände. Auch Messkelch und Patene sowie weitere liturgische Gefäße wurden aus anderen altkatholischen Gemeinden beigetragen, so dass die Gemeinde hierfür keine Aufwendungen hatte. Eine Pfarrstelle wurde 1890 eingerichtet.
Das unverhoffte Wachstum der Gemeinde – im Jahr 1901 zählte die Pfarrei mehr als 650 Mitglieder – bewog den Kirchenvorstand dazu, nach nur zehn Jahren erneut den Bau einer nunmehr größeren Kirche zu beschließen. Nach deren Fertigstellung wurde die Kirche verkauft und zu einem Kino umgebaut.

### Zweites Kirchengebäude
Unter Leitung des Amsterdamer Architekten J. G. Copper entstand an der Konigin Wilhelminakade eine Kirche mit 800 Sitzplätzen und Raum für 1000 Gottesdienstbesucher. Sie wurde am 20. August 1907 geweiht.
Während der deutschen Besatzung im Zweiten Weltkrieg erlitt die Kirche erhebliche Schäden. Die erst 1938 angeschaffte Turmglocke musste abgeliefert werden und wurde in Deutschland zu Kriegszwecken eingeschmolzen. Die Mauern der Kirche überstanden drei Bombardements durch die Alliierten, die Kirchenausstattung einschließlich der Orgel war ausgelagert worden und erlitt daher keine Beschädigung. Am 23. Dezember 1945 fand die erste Messfeier in der Kirche statt, in welcher der im Krieg umgekommenen Gemeindeglieder gedacht wurde. Im Jahr 1950 erhielt sie eine neue Glocke.
Nicht umsonst war das Kirchengebäude großzügig gebaut worden. Im Jahr 1956 war die Gemeinde auf mehr als 2200 Mitglieder gewachsen und war damit die größte altkatholische Pfarrei in den Niederlanden. Daher wurde 1968 die Adalbertuskirche als zweites altkatholisches Kirchengebäude in IJmuiden errichtet, damit die weit verstreuten Gemeindemitglieder weniger Reisezeit aufbieten mussten, um an den Gottesdiensten teilzunehmen.

## Orgeln

### Erste Orgel
Im Jahr 1895 baute Berend Jan van Eldik eine neue Schleifladenorgel mit mechanischer Traktur für die Engelmundus-Kirche. Sie hatte folgende Disposition:
| \| Manual C–f3 \| \| \| Violoncel \| 8′ \| \| Viola di Gamba \| 8′ \| \| Holfluit \| 8′ \| \| Prestant \| 4′ \| \| Fluit d’Amour \| 4′ \| \| Quint \| 3′ \| \| Trompet \| 8′ \| |    |
| Manual C–f3 |    |
| Violoncel | 8′ |
| Viola di Gamba | 8′ |
| Holfluit | 8′ |
| Prestant | 4′ |
| Fluit d’Amour | 4′ |
| Quint | 3′ |
| Trompet | 8′ |

- Pedal: angehängt

Diese Orgel zog zunächst um in die neue Kirche. Sie wurde 1920 durch Vermittlung von Taeke Pieters Klimstra (1858–1945) an die reformierte Gemeinde in Holwerd verkauft, dabei wurde die Trompet 8′ durch das Register Prestant 8′ ersetzt. Diese Orgel wurde 1960 abgebrochen.

### Zweite Orgel
Im Jahr 1921 erhielt die Kirche eine Kegelladenorgel mit elektro-pneumatischer Traktur, die von F. A. Stangenberger stammt. Bis zu einem Umbau 1950 durch J.C. Sanders & Zoon hatte das Instrument folgende Disposition:
| Manual I C–f3 |       |
| Bourdon       | 16′   |
| Prestant      | 8′    |
| Violon        | 8′    |
| Roerfluit     | 8′    |
| Octaaf        | 4′    |
| Quint         | 2 ⁄3′ |
| Octaaf        | 2′    |
| Trompet       | 8′    |

| Manual II C–f3     |    |
| Viola              | 8′ |
| Vox Celeste (ab c) | 8′ |
| Holfluit           | 8′ |
| Fluit Harmoniek    | 4′ |
| Clarinet           | 8′ |
| Tremulant          |    |

| Pedal C–d1            |     |
| Subbas (Transmission) | 16′ |
| Octaaf                | 8′  |

- Koppeln: II/I, I/P, II/P

Im Jahr 2013 lautete die Disposition wie folgt:
| Manual I C–g3 |       |
| Prestant      | 8′    |
| Violon        | 8′    |
| Roerfluit     | 8′    |
| Octaaf        | 4′    |
| Baarpijp      | 4′    |
| Quint         | 2 ⁄3′ |
| Octaaf        | 2′    |
| Mixtuur V     | 1 ⁄3′ |
| Trompet       | 8′    |

| Manual II C–g3  |       |
| Holpijp         | 8′    |
| Gamba           | 8′    |
| Prestant        | 4′    |
| Fluit Harmoniek | 4′    |
| Prestant        | 2′    |
| Quint           | 1 ⁄3′ |
| Sesquialter II  |       |
| Clarinet        | 8′    |
| Tremulant       |       |

| Pedal C–f1               |        |
| Subbas                   | 16′    |
| Prestantbas              | 8′     |
| Quintbas (Transmission)  | 5 1⁄3′ |
| Octaafbas (Transmission) | 4′     |
| Fagot (Transmission)     | 16′    |

- Koppeln:
  - Normalkoppeln: II/I, I/P, II/P
  - Suboktavkoppeln: II/I, II/P
- Spielhilfe: 1 freie Kombination